# أرشيف الإنترنت

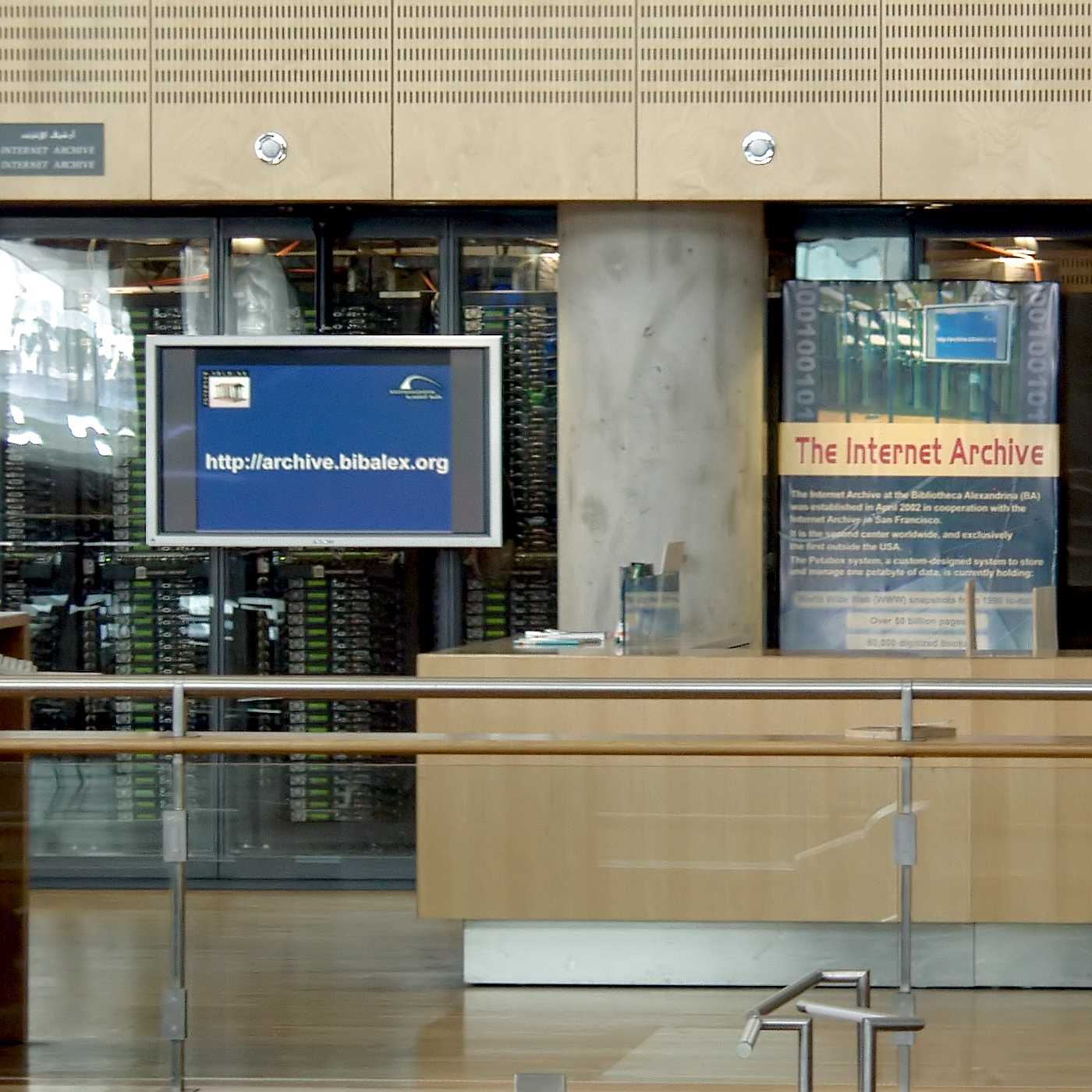
أرشيف الإنترنت (مكتبة الإسكندرية).

أرشيف الإنترنت (بالإنجليزية: Internet Archive) هي منظمة غير ربحية مكرسة للحفاظ على خط المكتبة وأرشيف الإنترنت والموارد المتعددة الوسائط. يقع في بريسيديو في سان فرانسيسكو، ويشمل هذا الأرشيف «لقطات من الشبكة العالمية» (الأرشيف نسخ صفحة المتخذة في نقاط مختلفة في نفس الوقت)، والبرمجيات، الأفلام، والكتب والتسجيلات الصوتية. لضمان الاستقرار والثبات للأرشيف، وهناك نسخة أخرى وحيدة منه في مكتبة الإسكندرية الجديدة في مصر. والأرشيف عضو في رابطة المكتبات الأمريكية ومعترف بها رسميا من قبل الدولة.

## خدمات أرشفة الويب

### آلة العودة بالزمن (Wayback Machine)
استلهمت منظمة أرشيف الإنترنت اسم خدمة أرشفة الويب الخاصة بها من برنامج الرسوم المتحركة «The Adventure of Rocky and Bullwinkle» والذي ظهرت فيه آلة زمن تدعى «WABAC Machine»، ومن هنا قررت المؤسسة إطلاق اسم «Wayback Machine» على تلك الخدمة.
وآلة العودة بالزمن هي خدمة تتيح لمستخدمي الإنترنت أن يتصفحوا النسخ المؤرشفة من بعض صفحات الويب، وهي مفهرسة كذلك مما يسهل عملية البحث. حيث تقوم تلك الخدمة بأرشفة وفهرسة بعض صفحات الويب دوريًا، وتعرضها مجانًا للعامة. وقد تعاونت منظمة أرشيف الإنترنت مع شركة أليكسا إنترنت لتنفيذ هذا المشروع عن طريق تطوير مؤشر ثلاثي الأبعاد يسمح بتصفح محتويات الويب المؤرشفة. ومنذ ذلك الحين وحتى الآن تم حفظ الملايين من صفحات الويب ومحتوياتها الملحقة (صور، أكواد المصدر، وثائق...إلخ) في قواعد البيانات الخاصة بهم. وتتيح الخدمة عرض محتويات النسخ القديمة من صفحات الويب الحالية بالإضافة إلى أكوادها البرمجية، وكذلك الأمر مع صفحات الويب التي لم يعد لها وجود من الأساس، ومع المواقع الإلكترونية التي لم تعد متاحة بشكل مباشر. ولا تتضمن قواعد البيانات جميع صفحات الويب في المطلق، حيث رفض الكثير من أصحاب المواقع الإلكترونية تسجيل محتويات صفحاتهم. وبما أن تلك الخدمة تعتمد على زواحف الشبكات في تكوين قواعد البيانات، فهي تفتقد جزءًا كبيرًا من الويب لأسباب عديدة. وقد وجدت دراسة أجريت عام 2004 وجود تحيزات على نطاق دولي من حيث مدى تغطية الخدمة، ولكن على ما يبدو أن هذه التحيزات ليست مقصودة.
ومن ثم شاع استخدام خدمة ال ـ«Wayback Machine» في الأدبيات المعاصرة؛ ففي أحد حلقات البرنامج التلفزيوني «Law and Order: Criminal Intent» (القانون والنظام: نية إجرامية)، استخدم موظف الحاسوب خدمة آلة العودة بالزمن لإيجاد نسخة مؤرشفة من موقع ويب ينتمي لأحد الطلاب.
وفي السابق كانت صفحات الويب تنتظر فترة تتراوح من 6 إلى 18 شهر حتى يتم أرشفتها، ولكن في نهاية المطاف تم السماح لمواقع الويب أن تًضاف إلى قواعد البيانات فوريًا عند الطلب. ثم أضيفت خدمة أرشفة الصفحات الفورية في أكتوبر 2013، والتي يمكن الوصول إليها في الركن السفلي الأيمن من الصفحة الرئيسية. ففي اللحظة التي تدخل فيها عنوان الموقع الإلكتروني المرغوب، يتم إدراج محتويات الموقع إلى قاعدة البيانات على الفور. وعن طريق عنوان موقع الخدمة (web.archive.org) يتاح للمستخدمين رفع أنواع متعددة من المحتويات إلى خدمة ال ـ«Wayback Machine»، مما يشمل ملفات.pdf وجميع امتدادات الملفات المضغوطة.
و 12 مايو 1996 هو تاريخ إنشاء أقدم نسخ مؤرشفة من صفحات الويب على ال ـ«Wayback Machine»، ومن بينها موقع infoseek.com.
وفي أكتوبر 2016، تم إعلان تغيير نظام حساب عدد الصفحات المؤرشفة، مما أدى إلى انخفاض تعداد الصفحات المؤرشفة.

## مُجمّع الكتب الرقمي

### أرشيف النصوص
تحتوي خدمة أرشفة النصوص التابعة لأرشيف الإنترنت على نسخ رقمية من العديد من الكتب بالإضافة إلى تشكيلة خاصة من محتويات المكتبات الكبرى ومؤسسات التراث الثقافي من جميع أرجاء العالم. حيث تمتلك منظمة أرشيف الإنترنت 33 مركز مسح ضوئي في 5 دول مختلفة، وهي تعمل بلا انقطاع على مسح 1000 كتابًا بصفة يومية، بعدد كلي يتجاوز مليوني كتاب. وتتكفل المكتبات والمؤسسات المعنية بتمويل هذه المراكز. وبحلول عام 2013 شملت تجميعة الكتب 4.4 مليون كتابًا، مع 15 مليون عملية تنزيل كل شهر. وفي عام 2008، حينما وصل عدد الكتب إلى مليون كتاب، شغلت المجموعة الكاملة مساحة 0.5 بيتابايت، وهي تشمل الصور الخام، والصور المعدلة، وملفات ال PDF، وملفات التعرف على الحروف (OCR).
وفي الفترة من 2006 إلى 2008، دشنت ميكروسوفت مشروعًا جديدًا بهدف تسهيل البحث عن الكتب وأطلقت عليه اسم (Live Search Books)، وذلك بالتعاون مع أرشيف الإنترنت، وتضمن المشروع مسح 300,000 كتابًا أضيفت إلى التجميعة الرئيسية الخاصة بأرشيف الإنترنت، مع تقديم دعم مالي وتوفير معدات المسح. ولكن في 23 مايو 2008، أعلنت ميكروسوفت عن إنهاء المشروع وتوقف عمليات مسح الكتب. ثم أتاحت ميكروسوفت الوصول إلى تلك الكتب بدون أي قيود تعاقدية، وتبرعت بمعداتها إلى شركائها السابقين.

## العمليات
الأرشيف هو منظمة 501(سي)(3) غير ربحية عاملة في الولايات المتحدة. يملك ميزانية سنوية قدرها عشرة ملايين دولار، مستمدة من مجموعة متنوعة من المصادر: الإيرادات من خدمات الزحف إلى صفحات الويب، والشراكات المختلفة، والمنح، والتبرعات، ومؤسسة كيل أوستن. يدير أرشيف الإنترنت حملات تمويل دورية، مثل تلك التي بدأت في ديسمبر عام 2019 بهدف الوصول إلى تبرعات بمبلغ 6 ملايين دولار.
مقره المنظمة الرئيسي في سان فرانسيسكو، في كاليفورنيا. ظل مقر المكتب الرئيسي في بريسيديو في سان فرانسيسكو وهي قاعدة عسكرية أمريكية سابقة، من عام 1996 وحتى عام 2009. يقع المقر الرئيسي في جادة فانستون 300 في سان فرانسيسكو، وهي كنيسة علوم مسيحية سابقة، وذلك منذ عام 2009.
عمل غالبية موظفي الأرشيف في مراكز مسح الكتب معظم الوقت، ولكن بات المسح يُنجز بواسطة مئة مشغّل مدفوع الأجر في جميع أنحاء العالم، اعتبارا من عام 2019. يملك الأرشيف مراكز بيانات في ثلاث مدن في كاليفورنيا: سان فرانسيسكو، وريدوود سيتي، وريتشموند. يحاول الأرشيف وضع نسخ (أجزاء) من المجموعة في مواقع أبعد، مثل مكتبة الإسكندرية في مصر ومرفق في أمستردام، لمنع فقدان البيانات في بعض الحالات مثل الكوارث الطبيعية. الأرشيف عضو في الاتحاد الدولي للحفاظ على الإنترنت، وعُيّن رسميًا كمكتبة من قبل ولاية كاليفورنيا في عام 2007.

## لمحة تاريخية
أسس بروستر كيل الأرشيف في مايو عام 1996، تقريبًا في نفس الوقت الذي أنشأ فيه شركة أليكسا إنترنت الربحية للزحف إلى صفحات الويب. بدأ أرشيف الإنترنت في أرشفة شبكة الويب العالمية وتخزينها بكميات كبيرة في أكتوبر عام 1996، على الرغم من أنه حفظ الصفحات الأولى في مايو عام 1996. لم يكن المحتوى المؤرشف متاحًا لعامة الناس حتى عام 2001، عندما طور أرشيف العودة بالزمن.
وسّع الأرشيف مجموعاته بالإضافة إلى أرشيف الويب، بدايةً من محفوظات بريلنغر، في أواخر عام 1999. يحتوي أرشيف الإنترنت حاليًا على نصوص وصوتيات وصور متحركة وبرامج، ويستضيف عددًا من المشاريع الأخرى: أرشيف صور ناسا، وخدمة الزحف إلى العقود «أأركايف إت» وفهرس مكتبة ويكي للتحرير، وموقع معلومات الكتب «المكتبة المفتوحة». بدأ الأرشيف بعد ذلك بفترة وجيزة في العمل على توفير خدمات متخصصة تتعلق باحتياجات الوصول إلى المعلومات من أجل الأشخاص العاجزين عن قراءة المطبوعات، وأُتيحت الكتب لتصبح بمتناول الجمهور بشكل نُظم معلومات رقمية متاحة محمية (دي إيه آي إس واي).

وفقًا لموقع الأرشيف على الويب:
«تولي معظم المجتمعات أهمية للحفاظ على تحف ثقافتها وتراثها. لا يوجد للحضارة ذاكرة ولا آلية للتعلم من نجاحاتها وإخفاقاتها، دون هذه التحف. ثقافتنا تنتج اليوم المزيد والمزيد من التحف بصورة رقمية. مهمة الأرشيف هي المساعدة في الحفاظ على تلك التحف وإنشاء مكتبة على الإنترنت للباحثين والمؤرخين والعلماء».

## الحظر في العراق
في منتصف سنة ٢٠٢٤ م، تم حجب الموقع في العراق من قبل وزارة الاتصالات، من دون بلاغ أو سبب واضح.

## وصلات خارجية
- الموقع الرسمي
- مدونة أرشيف الإنترنت الرسمية  (جوال)